# Pürschling
Der Pürschling ist ein 1566 m ü. NHN hoher Berg in den Ammergauer Alpen auf dem Gebiet der Gemeinde Unterammergau.
Der Gipfel ist als leichte Bergwanderung von Schloss Linderhof, Oberammergau oder Unterammergau aus erreichbar. Trittsichere Bergwanderer können weiter auf den Teufelstättkopf (1758 m) steigen.
Unterhalb des Gipfels liegt auf 1564 m das August-Schuster-Haus. Von Unterammergau führt eine Forststraße zu der Hütte. Im Winter wird diese Forststraße als Rodelstrecke genutzt. Parallel zur Forststraße kann man im unteren Teil die Schleifmühlklamm durchwandern und in der oberen Hälfte einen Steig westlich der Forststraße längs des Plattenberggrats nehmen. Der untere Abzweig des Steigs von der Forststraße ist unscheinbar und nicht beschildert.